# Stick PC

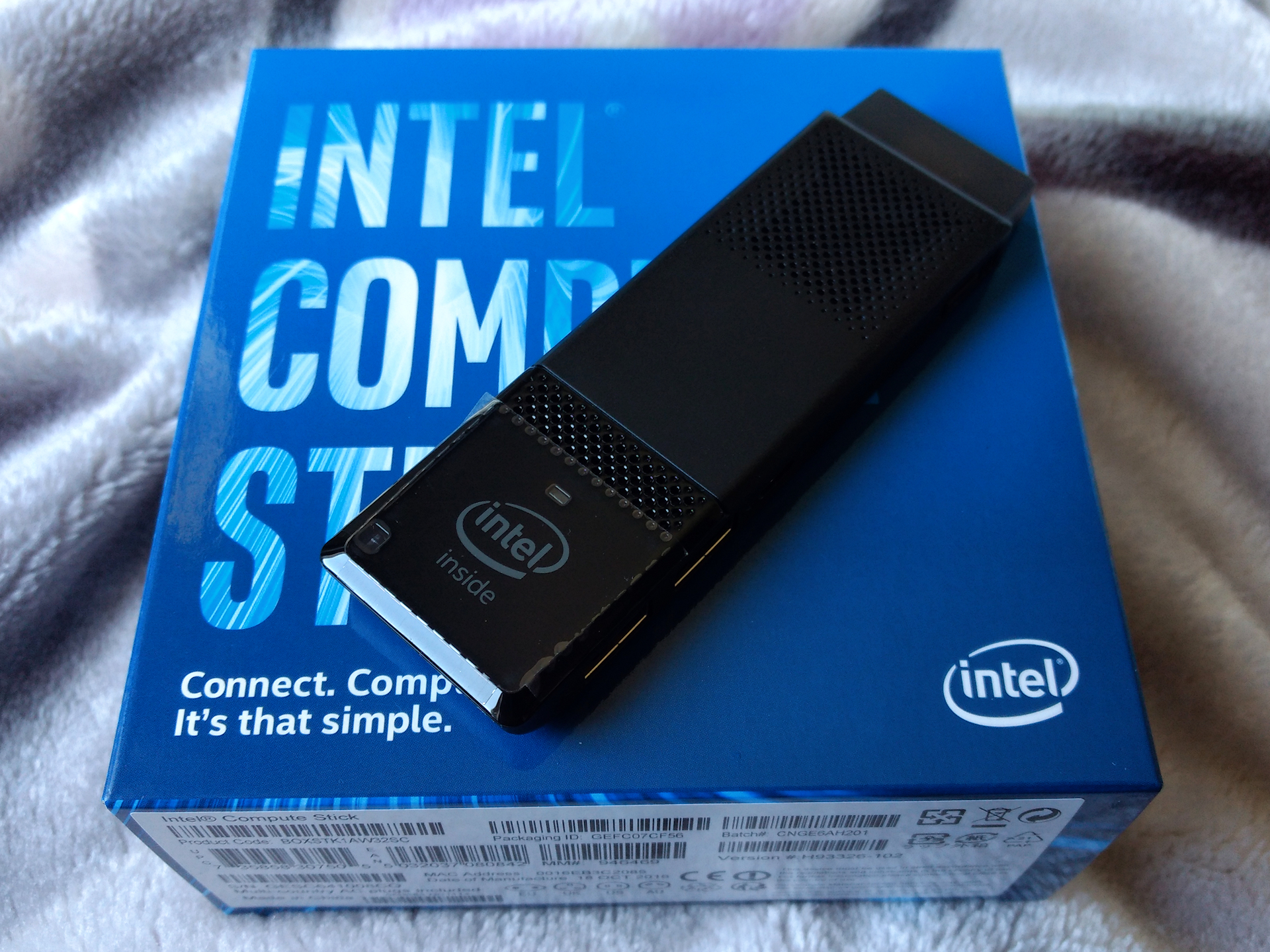
Intel Compute Stick

Stick PC sau PC-on-a-Stick (computer-pe-stick), este un Mini PC cu dimensiunea unei unități USB. Stick PC pune toate performanțele unui PC într-o unitate mică pentru a obține un computer personal complet funcțional. Stick PC poate fi conectat direct la orice HDTV compatibil HDMI sau un monitor. Dispozitivele sunt concepute în principal pentru lucrul cu o productivitate ușoară, precum navigare web, editare documente, streaming media, chat video. Portabilitatea, prețul scăzut și consumul redus de energie al dispozitivelor Stick PC, le fac atractive și versatile pentru o mare varietate de utilizări.
Stick PC a fost introdus pentru prima dată în anul 2003 de compania Gumstix, pe un SoC cu arhitectură ARM, nucle Linux 2.6.
MeeGoPad, primul stick PC bazat pe x86 cu procesor Intel Atom Z3735F apare în 2013. Archos PC Stick în 2015, a fost primul computer-pe-stick cu Windows 10 , iar Intel Compute Stick a fost  dezvoltat în 2016. 

## Caracteristci
Dispozitivele stick PC sunt de tip sistem înglobat concepute pe un SoC și dispun de miniprocesoare ARM sau Intel Atom. Sistemul de operare este preinstalat, Windows 10, Chrome OS sau distribuție Linux, în special Ubuntu. Conectarea la un HDTV sau monitor se face prin portul HDMI. 
Capacitatea de stocare este de 32 până la 64GB ce poate fi extinsă printr-un card microSD,  RAM DDR3 (1GB-4GB), iar conexiunile sunt asigurate de porturi USB, Bluetooth, Wi-Fi 802.11. Placa grafică încorporată suportă DirectX 11 și poate reda conținut multimedia Full HD. 

## Producători

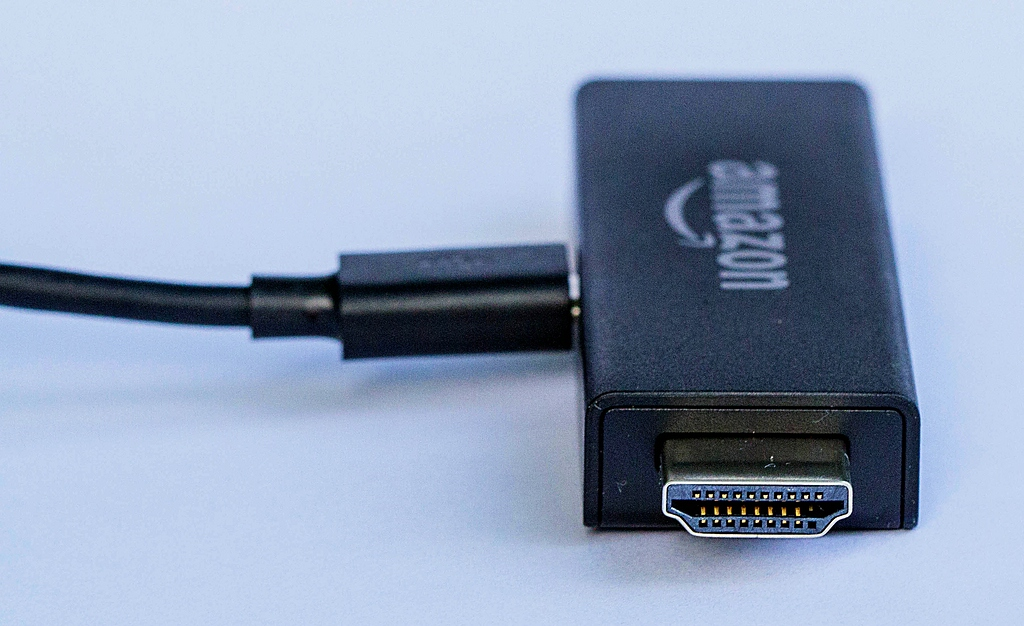
Amazon Fire TV Stick

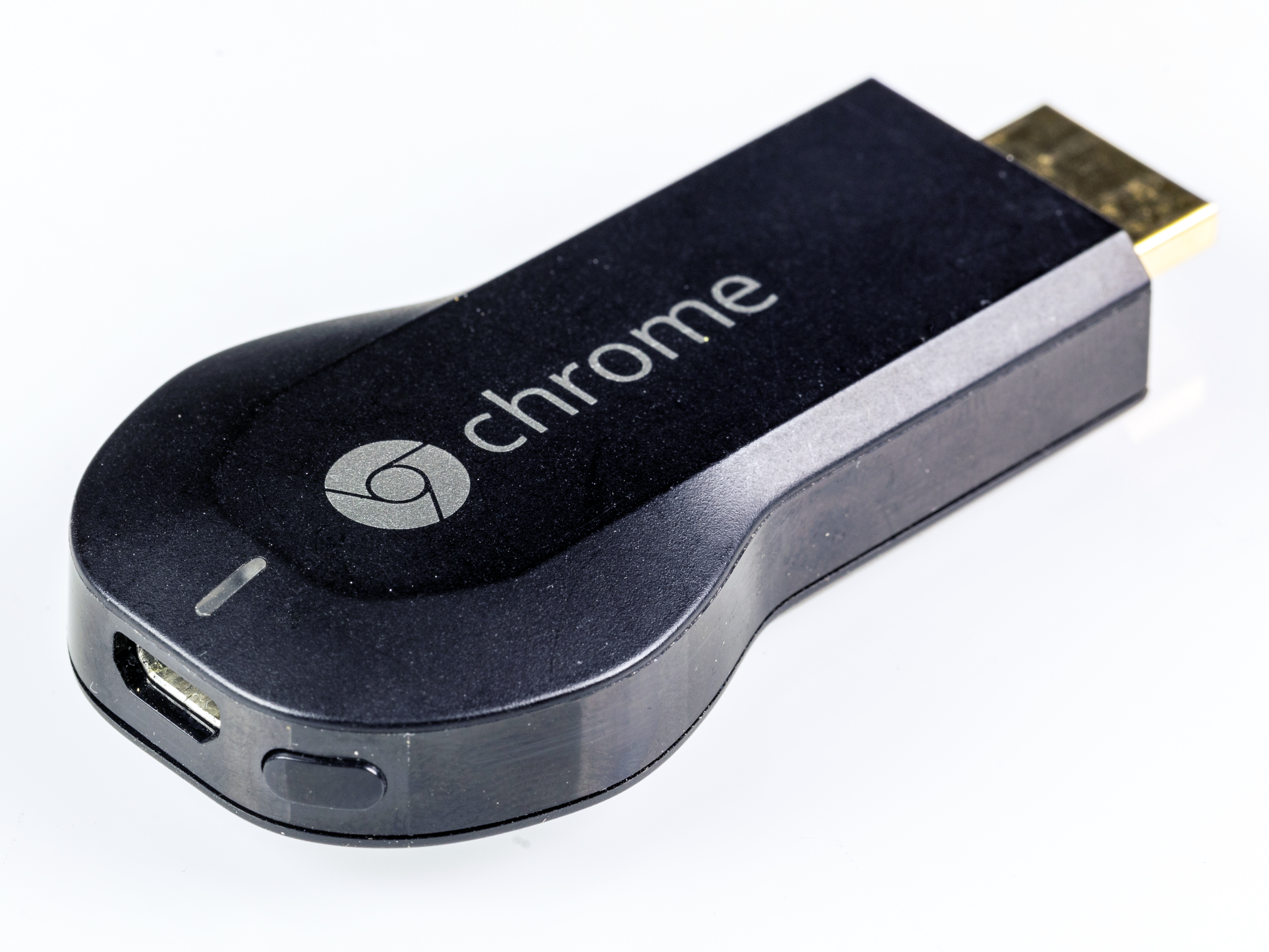
Google Chromecast

- ACEPC - W5 Pro Arhivat în 10 mai 2019, la Wayback Machine.
- Amazon - Fire TV Stick

- Archos - PC Stick
- Asus - VivoStick TS10-B017D, Chromebit[nefuncțională]
- AWOW - Mini PC Arhivat în 15 februarie 2020, la Wayback Machine.
- Azulle - Access Plus, Quantum Access
- Dell - Wyse Cloud Connect
- iBall - Splendo
- Google - Chromecast
- E-WIN - Mini PC Computer Stick Arhivat în 7 aprilie 2019, la Wayback Machine.
- Intel - Compute Stick
- Kangaroo [7]
- Lenovo - IdeaCentre Stick 300
- MagicStick - MagicStick
- MeeGoPad - MeegoPad Serie Arhivat în 24 septembrie 2019, la Wayback Machine.
- MODECOM - Free PC Arhivat în 2 august 2021, la Wayback Machine.
- Panache - Air PC Arhivat în 16 septembrie 2019, la Wayback Machine.
- Rikomagic - Android Mini PC MK802[8][9][10][11]